# Queue de cerise
Les queues de cerises sont les pédoncules de cerises (fruit du Prunus cerasus) utilisés en herboristerie pour soigner certaines affections. 

Elles se préparent en décoction.

## Composition
- flavonoïdes ;
- sels de potassium (qui expliquent l'effet diurétique) ;
- des mucilages ;
- des tanins.

## Propriétés et indications
Les queues de cerises sont principalement utilisées pour leurs propriétés diurétiques et dépuratives ;
- contre l'inflammation des voies urinaires, la cystite et la colique néphrétique.
- contre la surcharge pondérale ou pour traiter des œdèmes (en association avec du thé vert par exemple)
- pour désintoxiquer l'organisme en favorisant le fonctionnement des reins (augmentation de la diurèse)

Il ne semble pas exister d'étude clinique ayant scientifiquement évalué les effets des queues de cerise sur la minceur chez l'être humain, mais leur caractère diurétique est démontré chez le rat, seul ou associé à d'autres plantes ou huile essentielle.

## Commercialisation
Ce produit est vendu sous forme complète, ou en poudre (micronisée, éventuellement cryobroyée, généralement présentée en gélules)

## Utilisation
- en décoction (ex : Après une phase de ramollissement par macération durant 12 h de 50 g de queues par litre, le tout est bouilli 10 minutes puis laissé au repos 20 minutes avant filtration). La décoction est généralement recommandée après chaque repas (matin, midi et soir).

- infusion (ex : macération durant 12 h de 20 g de queues par litre, infusion durant 10 minutes dans un litre d'eau bouillante avant de filtrer ; la prise de l'infusion est généralement recommandée après chaque repas (matin, midi et soir).

- en poudre, en gélule ou sachet vendus en pharmacie. La dose généralement recommandée est d'environ 2 g à prendre matin, midi et soir lors du repas, avec un verre d'eau.

- dans une préparation magistrale (associée à d'autres plantes, en décoctions ou infusions composées, ou en gélules ou sachets préparés) choisie par le phytothérapeutes en fonction des maux à traiter. Il convient dans ce cas de respecter strictement les indications mentionnées sur l'ordonnance.

## Dans le langage courant
- « des queues de cerises ! » : équivaut à « des nèfles ! », c'est-à-dire rien du tout, peu de choses, quantité négligeable.